# Aleksandr Yelizarov
Aleksandr Matveevitch Yelizarov (en russe : Александр Матвеевич Елизаров), né le 7 mars 1952 à Vyazovka, est un biathlète soviétique.

## Biographie
Il remporte le titre olympique du relais en 1976, où il est également médaillé de bronze sur l'individuel. En 1975 et 1976, il est vice-champion du monde de sprint avant de devenir champion du monde de relais en 1977.
Il devient entraîneur après sa carrière sportive.
Il a étudié à l'Université d’État de l'éducation physique, du sport, de la jeunesse et du tourisme de Russie.

## Palmarès

### Jeux olympiques
- Jeux olympiques de 1976 à Innsbruck (Autriche) :
  -  Médaille d'or au relais 4 × 7,5 km.
  -  Médaille de bronze sur l'individuel 20 km.

### Championnats du monde
- Championnats du monde 1975 à Antholz (Italie) :
  -  Médaille d'argent au relais 4 × 7,5 km.
  -  Médaille d'argent sur le sprint 10 km.
- Championnats du monde 1976 à Antholz (Italie) :
  -  Médaille d'argent sur le sprint 10 km.
- Championnats du monde 1977 à Vingrom (Norvège) :
  -  Médaille d'or au relais 4 × 7,5 km.

## Distinctions
- Ordre de l'Insigne d'honneur
- Honoured Coach of Russia
- Maître émérite du sport de l'URSS